# Jozef Jablonický
Jozef Jablonický (3. ledna 1933 Zavar – 7. prosince 2012 Bratislava) byl slovenský historik.

## Život
Absolvoval Filozofickou fakultu UK v Bratislavě. V letech 1960-1974 pracoval v Historickém ústavu SAV, v letech 1974-1990 v Slovenském ústavu památkové péče a ochrany přírody. V roce 1969 vydal knihu Z ilegality do povstania, ve které zpochybnil tehdejší rétoriku čelných představitelů komunistické strany o jejich angažovanosti v přípravě SNP, za což byl později perzekvován. V letech 1974-1990 nemohl publikovat, jeho samizdatové studie byly publikované v zahraničí, zejména v Kanadě a USA. V době normalizace byl pronásledovaný a byl sledován komunistickou StB pod kódovým označením „Anti“. StB u něj opakovaně prováděla domovní prohlídky, při kterých mu zabavovala rukopisy, poznámky a další materiály. Po roce 1990 pracoval v Ústavu politických věd SAV, nejprve jako jeho ředitel, v letech 1998-2007 jako předseda vědecké rady.

## Dílo
- Slovensko na prelome: Zápas o víťazstvo národnej a demokratickej revolúcie na Slovensku (Vydavateľstvo politickej literatúry, Bratislava 1965)
- Z ilegality do povstania: Kapitoly z občianskeho odboja (Epocha, Bratislava 1969)
- Slovník slovenského národného povstania (Epocha, Bratislava 1970)
- Povstanie bez legiend (Obzor, Bratislava 1990)
- Glosy o historiografii SNP: Zneužívanie a falšovanie dejín SNP (NVK International, Bratislava 1994)
- Podoby násilia (Kalligram, Bratislava 2000)
- Samizdat o odboji: Štúdie a články (Kalligram, Bratislava 2004)
- Samizdat o odboji 2: Štúdie a články (Kalligram, Bratislava 2006)
- Samizdat o disente 3: Záznamy a písomnosti (Kalligram, Bratislava 2007)
- Z ilegality do povstania: Kapitoly z občianskeho odboja (II. vydanie, Múzeum SNP, Banská Bystrica 2009)
- Fragment o histórii: Výber z diela 1989 - 2009 (Kalligram, Bratislava 2009)

## Ocenění
- 1991 – Cena Slovenského literárního fondu za vědeckou a odbornou literaturu v kategorii společenských věd za rok 1990 za dílo Povstanie bez legiend,
- 1998 – Zlatá čestná plaketa SAV Ľudovíta Štúra za zásluhy ve společenských vědách,
- 2003 – Cena ministra kultury SR za významný přínos do slovenské historiografie,
- 2007 – Státní vyznamenání Pribinův kříž I. třídy za významné zásluhy v oblasti historie,
- 2007 – Cena Milana Hodži za přínos v rozvoji poznání dějin Slovenska ve 20. století a jejich prezentaci v širším evropském kontextu,
- 2008 – Cena Dominika Tatarky za knihu Samizdat o disente 3,
- 2008 – Cena Muzea SNP za celoživotní přínos v oblasti výzkumu protifašistického odboje, obhajobu historicky věrného výkladu odboje a Slovenského národního povstání, za přínos v boji za demokracii.